# Cháy rừng tại Hawaii 2023
Đầu tháng 8 năm 2023, một loạt vụ cháy rừng đã bùng phát ở bang Hawaii của Hoa Kỳ, chủ yếu là trên đảo Maui. Các đám cháy do gió đã buộc người dân phải sơ tán, gây thiệt hại trên diện rộng và giết chết ít nhất 110 người ở thị trấn Lāhainā; 1.500 người vẫn mất tích. Sự gia tăng của các vụ cháy rừng được cho là do điều kiện khô ráo, gió giật được tạo ra bởi khu vực áp suất cao hoạt động mạnh ở phía bắc Hawaiʻi và bão Dora ở phía nam.
Tuyên bố khẩn cấp đã được thông qua vào ngày 8 tháng 8, cho phép chính quyền thực hiện một số hành động, bao gồm kích hoạt Lực lượng Vệ binh Quốc gia Hawaii, hành động thích hợp của giám đốc Cơ quan Quản lý Khẩn cấp Hawaii và Ban Quản trị Tình trạng Khẩn cấp, và chi tiêu quỹ thu nhập chung của tiểu bang để hỗ trợ thiệt hại do đám cháy tạo ra. Đến ngày 9 tháng 8, chính quyền bang Hawaii ban bố tình trạng khẩn cấp trên toàn bang. Ngày 10 tháng 8, Tổng thống Hoa Kỳ Joe Biden ban hành tuyên bố thảm họa lớn cấp liên bang.
Kể từ ngày 12 tháng 8, số người chết trong vụ cháy Lāhainā biến nó trở thành vụ cháy rừng chết chóc nhất ở Hoa Kỳ kể từ vụ cháy Cloquet năm 1918, vượt qua vụ hỏa hoạn Camp năm 2018 với 85 người được xác nhận thiệt mạng. Chỉ riêng vụ cháy Lāhainā, Trung tâm Thảm họa Thái Bình Dương (PDC) và Cơ quan Quản lý Khẩn cấp Liên bang (FEMA) ước tính hơn 2.200 tòa nhà đã bị phá hủy, phần lớn là khu dân cư trong tự nhiên và bao gồm cả nhiều địa danh lịch sử ở Lāhainā. Thiệt hại do vụ cháy gây ra ước tính khoảng 5,52 tỷ USD.